# ویلیام گلداسمیت

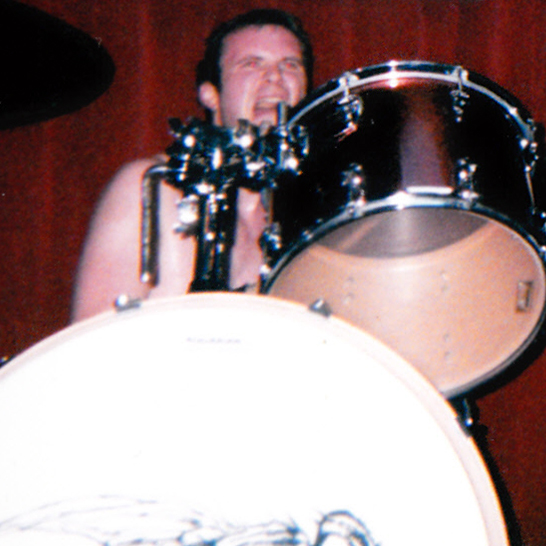
ویلیام گلداسمیت، درامر آمریکایی - جوئن ۲۰۰۰

ویلیام گلداسمیت (زاده ۴ ژوئیه ۱۹۷۲) درامر اهل آمریکا است که بیشتر به عنوان عضو Sunny Day Real Estate و عضو سابق Foo Fighters شناخته می‌شود. او که در حال حاضر برای Assertion درام می‌زند، همراه با مایک وات و IQU تور برگزار کرده‌است، در بسیاری از قطعات ضبط شده اجرا کرده و با چندین گروه و هنرمندان به صورت زنده نواخته‌است.

## سال‌های اول
گلداسمیت در سیاتل، واشینگتن در خانواده هیو و اسکیتی گلداسمیت به دنیا آمد. او پس از معرفی توسط برادر بزرگترش به گروه‌هایی مانند The Beatles، Led Zeppelin، Elvis Costello and the Attractions و Talking Heads از کودکی شروع به نواختن درام کرد. گلداسمیت بیان کرده‌است که می‌خواست جان لنون باشد، اما درامر هم باشد، و از کیت مون از The Who به عنوان بزرگ‌ترین تأثیر خود بر این ساز یاد کرده‌است. در کلاس پنجم، گلداسمیت اولین گروه خود را با نام Screaming Hormones تشکیل داد. در دبیرستان، گلداسمیت با جان اتکینز یک گروه دو نفره به نام ۱۳ را تشکیل داد و بعداً گروه پانک هاردکور Reason for Hate را با دوستش جرمی انیگ که قبلاً به عنوان نوازنده بیس گروه ۱۳ دعوت کرده بود تشکیل داد. پس از فارغ‌التحصیلی گلداسمیت از دبیرستان، گرگ ویلیامسون او را به گروه پوزیتیو گرید دعوت کرد. پس از آن گلداسمیت روی گروه‌های بسیاری کار کرد و در مواقعی به‌طور همزمان در چهار گروه عضو بود. او همچنین سلایق خود را در موسیقی گسترش داد و طرفدار گروه‌های پسا هاردکور مانند فوگازی و اولین آلبوم نیروانا Bleach شد.

## حرفه

### املاک روز آفتابی (۱۹۹۲–۱۹۹۵)
در سال ۱۹۹۲، گلداسمیت توسط نیت مندل، نوازنده باس و دن هورنر، خواننده و گیتاریست دعوت شد تا با گروهشان نوازندگی کند. گلداسمیت علیرغم اینکه بخشی از پروژه‌های زیادی بود، به دلیل سرسختی و تمرکز قوی آنها پذیرفت. گروه نام‌های زیادی مانند Empty Set, Chewbacca Kaboom و One Day I Stopped Breathing را پشت سر گذاشت، قبل از اینکه در Sunny Day Real Estate مستقر شود. پس از آن این سه نفر یک تک آهنگ به نام Flatland Spider را ضبط کردند.